# In the Army Now (альбом)
| Оценки критиков | Оценки критиков |
| Источник        | Оценка          |
| --------------- | --------------- |
| AllMusic        | [ 1 ]           |
| Kerrang!        | [ 2 ]           |
| Record Mirror   | 2/5             |
| Smash Hits      | 2/10            |

In the Army Now — семнадцатый студийный альбом британской рок-группы Status Quo, выпущенный в 1986 году.

## История
Альбом стал первым для группы после почти трёхлетнего перерыва. Успех выступления на Live Aid в 1985 году в составе «Росси-Парфитт-Ланкастер» побудил группу к возрождению; однако отказ лейбла работать с Ланкастером в сочетанием с многолетними внутренними распрями между членами группы привёл к разладу и затяжным судебным разбирательствам. Альбом стал дебютной студийной работой для пришедших в 1985 году в группу Джона Эдвардса и Джеффа Рича.
Фронтмен Фрэнсис Росси вспоминал: «Позже мне сказали, что никому в лейбле не был интересен состав группы Status Quo с [басистом Аланом] Ланкастером и [гитаристом Риком] Парфиттом. Им были нужны Парфитт и я. Я также узнал, что если мы не сделаем что-нибудь вместе, нам придётся выплатить кучу денег… Я твёрдо стоял на том, что никогда больше не буду работать с Ланкастером, но он предупредил, что будет добиваться судебного запрета, если мы всё-таки это сделаем. А когда мы выиграли, он совершенно слетел с катушек».
В поддержку альбома было выпущено четыре сингла. Наиболее успешным стала кавер-версия песни братьев Болландов «You’re in the Army Now», достигшая в Британском чарте 2 места. Также в альбом вошёл ещё один кавер на песню бывшего вокалиста Mott the Hoople Иэна Хантера, «Speechless», ранее вошедшую в его альбом 1983 года All of the Good Ones Are Taken.
«Заглавная песня была отличной, — позже говорил об альбоме Парфитт, — но в ней было слишком много инструментальных вставок».

## Список композиций
| №   | Название          | Автор(ы)                   | Длительность |
| --- | ----------------- | -------------------------- | ------------ |
| 1.  | «Rollin’ Home»    | Джон Дэвид                 | 4:25         |
| 2.  | «Calling»         | Фрэнсис Росси, Берни Фрост | 4:03         |
| 3.  | «In Your Eyes»    | Фрэнсис Росси, Берни Фрост | 5:07         |
| 4.  | «Save Me»         | Фрэнсис Росси, Рик Парфитт | 4:24         |
| 5.  | «In the Army Now» | Роб Болланд, Ферди Болланд | 4:40         |
| 6.  | «Dreamin’»        | Фрэнсис Росси, Берни Фрост | 2:54         |
| 7.  | «End of the Line» | Рик Парфитт, Рикки Патрик  | 4:58         |
| 8.  | «Invitation»      | Фрэнсис Росси, Боб Янг     | 3:15         |
| 9.  | «Red Sky»         | Джон Дэвид                 | 4:13         |
| 10. | «Speechless»      | Иэн Хантер                 | 3:40         |
| 11. | «Overdose»        | Рик Парфитт, Пип Уильямс   | 5:24         |

| №   | Название            | Автор(ы)                                                | Длительность |
| --- | ------------------- | ------------------------------------------------------- | ------------ |
| 12. | «Lonely»            | Фрэнсис Росси, Рик Парфитт                              | 5:06         |
| 13. | «Keep Me Guessing»  | Фрэнсис Росси, Рик Парфитт, Боб Янг                     | 4:30         |
| 14. | «Don't Give It Up»  | Ричард Лайтмэн, Джон Эдвардс Рик Парфитт, Фрэнсис Росси | 4:21         |
| 15. | «Heartburn»         | Фрэнсис Росси, Рик Парфитт, Рикки Патрик                | 4:45         |
| 16. | «Late Last Night»   | Рик Парфитт, Фрэнсис Росси, Боб Янг                     | 2:56         |
| 17. | «Long Legged Girls» | Рик Парфитт, Пип Уильямс                                | 5:33         |

## Участники записи
- Фрэнсис Росси — вокал, гитара
- Рик Парфитт — вокал, гитара,
- Джон Эдвардс — бас-гитара
- Энди Баун — клавишные
- Джефф Рич — ударные

## Чарты
| Чарт (1986)                         | Высшая позиция |
| ----------------------------------- | -------------- |
| Австралия (ARIA)                    | 87             |
| Австрия (Ö3 Austria)                | 12             |
| Нидерланды (Album Top 100)          | 50             |
| Финляндия (Suomen virallinen lista) | 15             |
| Франция (SNEP)                      | 16             |
| Германия (Offizielle Top 100)       | 14             |
| Норвегия (VG-lista)                 | 6              |
| Швеция (Sverigetopplistan)          | 12             |
| Швейцария (Schweizer Hitparade)     | 1              |
| Великобритания (UK Albums Chart)    | 7              |

## Сертификации
| Регион                                                      | Сертификация | Продажи  |
| ----------------------------------------------------------- | ------------ | -------- |
| Норвегия (IFPI Norway)                                      | Серебряный   | 25,000   |
| Испания (PROMUSICAE)                                        | Золотой      | 50,000   |
| Великобритания (BPI)                                        | Золотой      | 100 000^ |
| ^ Данные о тиражах приведены только на основе сертификации. |              |          |